# Absheta stramineus
Absheta stramineus är en insektsart som beskrevs av Baker 1900. Absheta stramineus ingår i släktet Absheta och familjen dvärgstritar. Inga underarter finns listade i Catalogue of Life.